# Hylesia hamata
Hylesia hamata är en fjärilsart som beskrevs av William Schaus 1911. Hylesia hamata ingår i släktet Hylesia och familjen påfågelsspinnare. Inga underarter finns listade i Catalogue of Life.